# Platycoryne
Platycoryne Rchb.f., 1855 è un genere di piante della famiglia delle Orchidacee, diffuso in Africa.

## Tassonomia
Comprende le seguenti specie:
- Platycoryne affinis Summerh.
- Platycoryne alinae Szlach.
- Platycoryne ambigua (Kraenzl.) Summerh.
- Platycoryne brevirostris Summerh.
- Platycoryne buchananiana (Kraenzl.) Rolfe in D.Oliver
- Platycoryne crocea Rolfe in D.Oliver
- Platycoryne guingangae (Rchb.f.) Rolfe in D.Oliver
- Platycoryne isoetifolia P.J.Cribb
- Platycoryne latipetala Summerh.
- Platycoryne lisowskiana Szlach. & Kras
- Platycoryne macroceras Summerh.
- Platycoryne mediocris Summerh.
- Platycoryne megalorrhyncha Summerh.
- Platycoryne micrantha Summerh.
- Platycoryne ochyrana Szlach., Mytnik, Rutk., Jerch. & Baranow
- Platycoryne paludosa (Lindl.) Rolfe in D.Oliver
- Platycoryne pervillei Rchb.f.
- Platycoryne protearum (Rchb.f.) Rolfe in D.Oliver
- Platycoryne trilobata Summerh.